# صباح نعيم
صباح نعيم مواليد 1967) هي فنانة مصرية تشكيلية

## السيرة الذاتية
شاركت في العديد من المعارض الخاصة والجماعية داخل مصر وخارجها، وحصلت على جائزة لجنة تحكيم صالون الشباب الثانى عشر 2000 والعديد من الجوائز الأخرى
حصلت نعيم على شهادة الماجستير من كلية التربية الفنية في القاهرة. أخذت لاحقاً شهادة الدكتوراه في الرسم والتصوير من كلية التربية الفنية.
كانت صباح طالبة للفنان المصري محمد عبلة. تستخدم نعيم عدم الكشف عن هويتها في شوارع القاهرة كمصدر لإلهامها. تقع أعمال نعيم في المجموعات الدائمة للمتحف البريطاني في لندن، ووزارة الثقافة المصرية، وفي متحف الفن المصري الحديث

## المعارض الخاصة (الفردية)
- معرض جاليري سفر خان في القاهرة مصر 2014-2016
- معرض أنا والوجوه معرض تاون هاوس، القاهرة مصر 26 أبريل 2009
- معرض بي 21، دبي 2008
- معرض ليا روما، إيطاليا 2007
- كارين فرانسيس القاهرة، مصر 2006
- أتيليه القاهرة، القاهرة، مصر 2004
- معرض ليا روما، ميلانو، إيطاليا 2004
- معرض بينالي هافانا الثامن، هافانا، كوبا 2003[2]
- جزء من فن القاهرة الحديث في مسرح هولاند سيركس، لاهاي، هولندا 2001
- المعهد، القاهرة، مصر 2001
- مركز الجزيرة للفنون، القاهرة، مصر 2000
- معرض تاون هاوس، القاهرة، مصر 2000

## المعارض المشتركة (الجماعية)
- 2014 متحف كولبي كوليدج للفنون (ذكرى الاحتجاجات الأولى في ميدان التحرير)
- آرت بازل ميامي بيتش 2009
- كلمة في الفن: فنانون من الشرق الأوسط الحديث 2006 المتحف البريطاني
- بينالي البندقية الدولي الخامس والخمسين 2003
- افريقيا ريميكس

## روابط خارجية
- صباح نعيم هي فنانة تشكيلية من مواليد 1967
- د.عادل ثروت يستضيف الفنانة صباح نعيم
- صباح نعيم تعود بأسرار الوردة في معرض الصوت بسفر خان
- الفنانة صباح نعيم
- صباح مصطفى نعيم محمد